# Gynoplistia (Gynoplistia) albicincta
Gynoplistia (Gynoplistia) albicincta is een tweevleugelige uit de familie steltmuggen (Limoniidae). De soort komt voor in het Australaziatisch gebied.